# David Carney
David Raymond Carney (* 30. November 1983 in Sydney) ist ein ehemaliger australischer Fußballspieler. Der Mittelfeldspieler spielte bei Stationen u. a. in England, Schottland, Australien, den Niederlanden und Spanien.

## Vereinskarriere

### Erste Profijahre, bis 2005
Im Alter von 16 Jahren wurde Carney in die Jugendakademie des FC Everton aufgenommen und spielte dort unter anderem an der Seite von Wayne Rooney. 2002 stand er mit dem Jugendteam im Finale um den FA Youth Cup, das aber gegen den Nachwuchs von Aston Villa mit 2:4 nach Hin- und Rückspiel verloren ging. Nachdem er beim FC Everton keinen neuen Vertrag erhalten hatte, verließ er den Klub 2003 und stand in der Folgezeit bei Oldham Athletic, Halifax Town und Hamilton Academical unter Vertrag, bevor er sich 2005 dazu entschloss nach Australien zurückkehren.

### Sydney FC, 2005–2007
Carney absolvierte ein Probetraining beim Sydney FC, der 2005 in der neu gegründeten Profiliga A-League antrat, und erhielt von Trainer Pierre Littbarski einen Ein-Jahres-Vertrag. Er erzielte in der erfolgreichen australischen Qualifikation für den OFC Champions Cup 2005 zwei Treffer und gewann mit Sydney anschließend erwartungsgemäß das kontinentale Turnier, wodurch man sich für die FIFA Klub-Weltmeisterschaft 2005 qualifizierte. Bei der Klub-WM erzielte er im Spiel um Platz 5 gegen al Ahly Kairo den 2:1-Siegtreffer.
In der Saison 2005/06 war Carney Stammspieler bei Sydney, absolvierte alle 21 Partien der Regular Season und stand auch in allen drei Partien der Finalrunde, darunter beim 1:0-Sieg im Endspiel über die Central Coast Mariners, auf dem Platz. Seine Leistungen bei Sydney sorgten anschließend für Interesse bei einigen europäischen Klubs, darunter Alemannia Aachen und Borussia Mönchengladbach. Er entschied sich jedoch nach Probetrainings in Europa gegen einen Wechsel und blieb für ein weiteres Jahr in Australien. Kurz nach Beginn der Spielzeit 2006/07 unterzog sich Carney einer Schulteroperation, die ihn für neun Wochen vom Spielgeschehen fernhielt. Bei seiner Rückkehr am zwölften Spieltag gelang ihm sein einziger Saisontreffer. In der Finalrunde scheiterte man als Titelverteidiger bereits im Minor Semi Final.

### Rückkehr nach Europa, 2007–2012
Ende Juli 2007 absolvierte Carney ein Probetraining beim englischen Zweitligisten Sheffield United und unterschrieb im Anschluss einen Drei-Jahres-Vertrag. Die Ablösesumme betrug etwa £50.000. Bei Sheffield stand er bis März 2008 regelmäßig in der Stammmannschaft, kam in der Folge aber nur noch sporadisch zu Einsätzen. Ende Januar 2009 verlieh ihn Sheffield bis Saisonende an den Ligakonkurrenten Norwich City. Nachdem Sheffield-Trainer Kevin Blackwell in der Saison 2009/10 nicht mehr mit Carney plante, erfolgte Ende August 2009 der Wechsel zum niederländischen Erstligisten Twente Enschede. Carney gelang es nicht, sich bei Twente unter Trainer Steve McClaren einen Stammplatz zu sichern und kam im Saisonverlauf zu acht Ligaeinsätzen, als Twente der erstmals die niederländische Meisterschaft gewann.
Obwohl er unter McClarens Nachfolger Michel Preud’homme zu Beginn der Saison 2010/11 zur Stammmannschaft zählte und unter anderem beim 1:0-Sieg im Supercup gegen Ajax Amsterdam mitwirkte, wechselte er kurz vor Ende der Transferfrist zum englischen Erstligaaufsteiger FC Blackpool. Dort gab er am 11. September 2010 bei einem 2:0-Auswärtssieg gegen Newcastle United sein Debüt in der Premier League, kam im Saisonverlauf aber auf der Linksverteidigerposition nicht an Stephen Crainey vorbei und der Klub entschied sich nach dem direkten Wiederabstieg gegen eine Verlängerung von Carneys Vertrag. Einen neuen Klub fand Carney schließlich Mitte Oktober 2011, als er einen Ein-Jahres-Vertrag beim spanischen Zweitligisten AD Alcorcón unterzeichnete. Bei Alcorcón kam Carney nur sporadisch zum Einsatz und löste seinen Vertrag bereits nach einem halben Jahr wieder auf und unterzeichnete wenig später einen Vertrag in Usbekistan bei Bunyodkor Taschkent.
Nach einem Jahr spielte er eine Saison in den USA und dann bis zum Karriereende 2018 in seiner australischen Heimat.

## Nationalmannschaft
Carney gab sein Debüt in der australischen A-Nationalmannschaft im Februar 2006 gegen Bahrain. Er gehörte zum Aufgebot bei der Asienmeisterschaft 2007, als Australien im Viertelfinale an Japan scheiterte. Während des Turniers kam er im letzten Gruppenspiel und im Viertelfinale als Linksverteidiger zum Einsatz. Sein erstes Tor im Nationaldress gelang ihm im November 2007 in einem Freundschaftsspiel gegen Nigeria. Im August 2008 nahm er mit der australischen Olympiamannschaft am olympischen Fußballturnier in China teil und war neben Archie Thompson und Jade North einer der drei erlaubten über 23-jährigen im australischen Kader. Er kam beim Vorrundenaus in allen drei Partien über die volle Distanz zum Einsatz.
Nationaltrainer Pim Verbeek nominierte Carney im Sommer 2010 in das australische Aufgebot für die Weltmeisterschaft in Südafrika. Nachdem bei der 0:4-Niederlage im Auftaktspiel Scott Chipperfield auf der Linksverteidigerposition den Vorzug erhalten hatte, stand Carney in den beiden folgenden Partien gegen Ghana (1:1) und Serbien (2:1) in der Startaufstellung. Der Einzug ins Achtelfinale wurde aufgrund des schlechteren Torverhältnisses gegenüber Ghana aber verpasst.

## Erfolge

### Verein
- Australischer Meister: 2005/06
- Oceania-Champions-Cup-Sieger: 2004/05
- Niederländischer Meister: 2009/10
- Niederländischer Supercupsieger: 2010

### Individuelle Auszeichnungen
- Sydney FC Member’s Player of the Year: 2005/06